# Gouden week (Japan)
De Gouden week of Golden week (ゴールデンウィーク, Gōruden Wīku), ook bekend als Ōgata renkyū (大型連休) of
Ōgon shūkan (黄金週間), is een aanduiding voor een reeks nationale feestdagen in Japan, gehouden in de eerste week van mei.

## Feestdagen

### Huidige feestdagen
De week omvat tegenwoordig de volgende feestdagen:
- 29 april
  - Showa-dag (昭和の日, Shōwa no hi), sinds 2007[1]
- 3 mei
  - Dag van de grondwet (憲法記念日, Kenpō kinenbi)
- 4 mei
  - Dag van het natuurgroen (みどりの日, Midori no hi), sinds 2007, daarvoor op 29 april[1]
- 5 mei
  - Kinderdag (こどもの日, Kodomo no hi).

Als een van bovengenoemde feestdagen op een zondag valt, telt de maandag erna ook als nationale feestdag.

### Voormalige feestdagen
Voorheen bevatte de week ook als feestdagen:
- 29 april
  - Verjaardag van de keizer (天皇誕生日, Tennō tanjōbi), tot aan de dood van keizer Hirohito in 1988. Daarna verhuisde deze dag naar 23 december[3]
  - Dag van het natuurgroen (みどりの日, Midori no hi), van 1989 tot 2006 als vervanger voor de vervallen verjaardag van de keizer. In 2007 verhuisde deze dag naar 4 mei.[1]

- 4 mei
  - Vakantiedag† (国民の休日, Kokumin no kyūjitsu), van 1985 tot 2006. Deze dag had tot 2007 geen naam, maar was wel een officiële feestdag daar hij tussen twee andere feestdagen inviel.

De dag van de arbeid wordt in Japan niet gevierd op 1 mei maar op 23 november, en maakt derhalve geen deel uit van de gouden week.

## Geschiedenis
De Japanse wetten betreffende nationale feestdagen werden opgesteld in juli 1948. Hierbij werden toen negen officiële feestdagen ingesteld, waarbij de meeste eind april, begin mei. De naam gouden week werd bedacht door de directeur van Daiei Films, die in 1951 constateerde dat de verkoop van bioscoopkaartjes een grote piek kende tijdens de week van eind april, begin mei. Hij baseerde de term op de radioterm “golden time”, waarmee in de Japanse radio-industrie een periode met extra hoge luistercijfers werd aangeduid.

## Viering
Veel Japanners nemen betaald verlof tijdens de gouden week, maar sommige bedrijven sluiten zelfs geheel hun deuren in deze periode. Daarmee is de gouden week de langste vakantieperiode die veel Japanse arbeiders krijgen in een jaar. Gouden week is onder Japanners dan ook een geliefde periode om vakantiereizen te maken. Vliegreizen, treinen en hotels zijn vaak de hele week volgeboekt.